# Andrew Marvell
Andrew Marvell (Winestead, 31 de março de 1621 — Londres, 16 de agosto de 1678) foi um poeta, escritor satírico e parlamentar inglês. Foi pouco reconhecido como poeta em sua época, mas ganhou popularidade como escritor satírico, bem como patriota. Foi amigo e ajudante de um autor de grande renome, John Milton, e admirador do político Oliver Cromwell. Inclui-se-lhe no grupo dos poetas metafísicos, no qual também se encontram John Donne e George Herbert, entre outros.

## Vida e estudos
Filho do reverendo Andrew Marvell e Anne Pease, muito cedo, quando tinha 3 anos, sua família se muda a Hull. Ali, seu pai trabalharia como orador em na Holy Trinity Church. Ingressa na Universidade de Cambridge no ano 1633.
Em 1640 morre seu pai, quando ele contava com 19 anos e já fazia 2 anos que se tinha convertido num erudito do Trinity e que sua mãe tinha falecido. Nesse mesmo ano, deixa Cambridge para ser tutor da filha do general Fairfax, chamada Mary, durante dois anos (1640-42). Depois, realizou numerosas viagens pela Europa durante 4 ou 5 anos (entre os anos 1642 e 1646-47), visitando Espanha, França, Holanda e Suécia.
Quando John Milton foi condenado à morte por seus poemas antimonárquicos e suas atividades revolucionárias, Marvell tentou convencer ao rei Carlos II de Inglaterra para que não o executasse.
Em 16 de agosto de 1678, morre em Bloomsbury (ainda que algumas fontes marquem o dia 18 de agosto), esquecido e pobre. Andrew Marvell foi enterrado na igreja St. Giles-in-the-Fields.

## Obra, ideologia e poemas
Entre seus poemas mais célebres, encontram-se To His Coy Mistress onde, apesar de seu puritanismo, desprende muito erotismo e o qual, T.S. Eliot faz referência em seu poema The Love Song of J. Alfred Prufrock e também em The Waste Land; e The Garden, entre outros.
Elogiou a Oliver Cromwell em vários de seus poemas, dos quais, Oda horaciana ao regresso de Cromwell de Irlanda se lhe considera como um dos maiores poemas políticos.
Igualmente, escreveu poemas em grego e latim sobre Carlos II de Inglaterra e a rainha, Mary. Assim mesmo, escreveu anonimamente vários poemas onde reflete claramente sua posição antimonárquica e onde condena a censura. Entre as obras que mostram sua postura contra a monarquia, acusando-a de corrupta, estão The last instructions to a painter, do ano 1667 e Britannia and Raleigh. Opôs-se ao também poeta inglês John Dryden.
Cultivou prosa satírica, o que lhe supôs obter um grande sucesso em sua vida, considerando inclusive melhor sua prosa que sua poesia. No livro Miscelânea de poesia, publicado no ano 1681, encontra-se sua obra poética.

## Poesia
Poemas de autoria contestada são marcados com asteriscos. A organização é baseada na edição de 1993 da Everyman's Library.

### Poemas líricos
- A Dialogue Between the Resolvèd Soul and Created Pleasure
- On a Drop of Dew
- The Coronet
- Eyes and Tears
- Bermudas
- Clorinda and Damon
- Two Songs at the Marriage of the Lord Fauconberg and the Lady Mary Cromwell
- A Dialogue Between the Soul and Body
- The Nymph Complaining for the Death of Her Fawn
- Young Love
- To His Coy Mistress
- The Unfortunate Lover
- The Gallery
- The Fair Singer
- Mourning
- Daphnis and Chloe
- The Definition of Love
- The Picture of Little T.C. in a Prospect of Flowers
- The Match
- The Mower Against Gardens
- Damon the Mower
- The Mower to the Glo-Worms
- The Mower's Song
- Ametas and Thestylis Making Hay-Ropes
- Musicks Empire
- The Garden
- The Second Chorus from Seneca's Tragedy, Thyestes

### A era Cromwell
- An Horatian Ode upon Cromwell's Return from Ireland
- Upon the Hill and Grove at Bill-borow
- Upon Appleton House
- The Character of Holland
- The First Anniversary of the Government Under His Highness The Lord Protector
- A Poem upon the Death of His late Highnesse the Lord Protector

### A era Charles II
- The Last Instructions to a Painter
- Epigramme Upon Blood's attempt to steale the Crown

### Poetas e heróis
- Fleckno, an English Priest at Rome
- To his Noble Friend, Mr. Richard Lovelace, upon his Poems
- To his worthy Friend Doctor Witty upon his Translation of the Popular Errors
- On Mr. Milton's Paradise Lost

### Poemas em latim
- Ros
- Magdala, lascivos sic quum dimisit Amantes
- Hortus
- Epigramma in Duos montes Amosclivum Et Bilboreum
- Dignissimo suo Amico Doctori Wittie. De Translatione Vulgi Errorum D. Primrosii.
- In Legationem Domini Oliveri St. John ad Provincias Foederatas
- A Letter to Doctor Ingelo
- In Effigiem Oliveri Cromwell
- In eandem Reginae Sueciae Transmissam
- Upon an Eunuch; a Poet
- In the French translation of Lucan, by Monsieur De Brebeuf are these Verses
- Inscribenda Luparae
- To A Gentleman that only upon the sight of the Author's writing....

### Autoria contestada
- A Dialogue between Thyrsis and Dorinda*
- Tom May's Death*
- On the Victory obtained by Blake over the Spaniards*